# Zurab Azmaiparashvili
Zurab Azmaiparashvili (in georgiano ზურაბ აზმაიფარაშვილი?; in russo Зураб Алексеевич Азмайпарашвили?, Zurab Alekseevič Azmajparašvili; Tbilisi, 16 marzo 1960) è uno scacchista georgiano (fino al 1991 sovietico).
Ottenne il titolo di Grande maestro nel 1988. Ha raggiunto il massimo Elo nel 2003, con 2.702 punti.

## Principali risultati
- 1973: 1º nel campionato della Georgia Under-18
- 1978: 1º nel campionato juniores dell'Unione Sovietica
- 1982: 1º a Pavlodar
- 1986: 1º a Mosca, 1º ad Albena, 1º a Tbilisi
- 1989: 1º al Lloyds Bank Open di Londra
- 2003: 1º nel campionato europeo individuale di Istanbul

## Nazionale
Ha partecipato per la Georgia, sempre in 1ª scacchiera, a 7 olimpiadi degli scacchi dal 1992 al 2004, col risultato complessivo di + 33 = 34 – 11 (64,1 %). Ha vinto un oro individuale e un bronzo di squadra alle olimpiadi di Elista 1998.

## Incarichi direttivi
Azmaiparashvili è stato per molti anni presidente della federazione scacchistica georgiana e nel 2009 è stato uno dei vice-presidenti della FIDE. Dal 2014 è presidente dell'Unione scacchistica europea.